# Camp David
A hospedaria principal durante o inverno de 1971
Camp David é o retiro rural do presidente dos Estados Unidos. Ele está localizado nas colinas arborizadas de Catoctin Mountain Park, no Condado de Frederick, Maryland, perto das cidades de Thurmont e Emmitsburg, cerca de 62 milhas (100 km) ao norte-noroeste da capital nacional de Washington, DC É oficialmente conhecido como Centro de Apoio Naval de Thurmont. Por ser tecnicamente uma instalação militar, a equipe é fornecida principalmente pelos Seabees, Civil Engineer Corps (CEC), a Marinha dos Estados Unidos e o Corpo de Fuzileiros Navais dos Estados Unidos. Batalhões de construção naval são encarregados da construção de bases e enviam destacamentos conforme necessário.
Originalmente conhecido como Hi-Catoctin, Camp David foi construído como um acampamento para agentes do governo federal e suas famílias pela Works Progress Administration. A construção começou em 1935 e foi concluída em 1938. Em 1942, o presidente Franklin D. Roosevelt o converteu em um retiro presidencial e o rebatizou de "Shangri-La", para o paraíso fictício do Himalaia no romance de 1933 Horizonte Perdido do autor britânico James Hilton.
Camp David recebeu seu nome atual em 1953 de Dwight D. Eisenhower, em homenagem a seu pai e neto, ambos chamados David. Eisenhower mandou construir o campo de prática de golfe em Camp David.
O Catoctin Mountain Park não indica a localização de Camp David nos mapas do parque devido a questões de privacidade e segurança.

## Uso presidencial
Franklin D. Roosevelt hospedou Sir Winston Churchill em Shangri-La em maio de 1943. Dwight Eisenhower realizou sua primeira reunião de gabinete lá em 22 de novembro de 1955 após hospitalização e convalescença necessária após um ataque cardíaco sofrido em Denver, Colorado em 24 de setembro. Eisenhower encontrou Nikita Khrushchev lá para dois dias de discussões em setembro de 1959.
John F. Kennedy e sua família costumavam praticar equitação, golfe e outras atividades recreativas ali, e Kennedy costumava permitir que funcionários da Casa Branca e membros do gabinete usassem o retiro quando ele ou sua família não estivessem lá. Lyndon B. Johnson se reuniu com conselheiros neste cenário e hospedou o primeiro-ministro australiano Harold Holt e o primeiro-ministro canadense Lester B. Pearson lá. Richard Nixon era um visitante frequente. Ele dirigiu pessoalmente a construção de uma piscina e outras melhorias no Aspen Lodge. Gerald Ford recebeu o presidente da Indonésia, Suharto em Camp David.
Jimmy Carter inicialmente preferiu o fechamento de Camp David para economizar dinheiro. Assim que Carter realmente visitou o retiro, ele decidiu mantê-lo. Carter intermediou os Acordos de Camp David lá em setembro de 1978 entre o presidente egípcio Anwar al-Sadat e o primeiro-ministro israelense Menachem Begin. Ronald Reagan visitou o retiro mais do que qualquer outro presidente. Em 1984, Reagan recebeu a primeira-ministra britânica Margaret Thatcher. Reagan restaurou as trilhas naturais que Nixon pavimentou para que ele pudesse cavalgar em Camp David. George H. W. Bush. A filha de, Dorothy Bush Koch, casou-se lá em 1992, no primeiro casamento realizado em Camp David. Durante seu mandato como presidente, Bill Clinton passou todo o Dia de Ação de Graças em Camp David com sua família. Em julho de 2000, ele sediou as negociações da Cúpula de Camp David de 2000 entre o primeiro-ministro israelense Ehud Barak e o presidente da Autoridade Palestina Yasser Arafat lá.
Em fevereiro de 2001, George W. Bush teve sua primeira reunião com um líder europeu, o primeiro-ministro do Reino Unido Tony Blair, em Camp David, para discutir a defesa antimísseis, o Iraque e a OTAN. Durante seus dois mandatos, Bush visitou Camp David 149 vezes, por um total de 487 dias, para receber visitantes estrangeiros, bem como um retiro pessoal. Ele encontrou Blair lá quatro vezes. Entre os vários outros líderes estrangeiros que ele hospedou em Camp David estavam o presidente russo Vladimir Putin e o presidente Musharraf do Paquistão em 2003, o primeiro-ministro dinamarquês Anders Fogh Rasmussen em junho de 2006, e o primeiro-ministro britânico Gordon Brown em 2007.
Barack Obama escolheu Camp David para sediar a 38ª cúpula do G8 em 2012. presidente Obama também recebeu o primeiro-ministro russo Dmitry Medvedev em Camp David, bem como a Cúpula do GCC em 2015.
Donald Trump recebeu Mitch McConnell e Paul Ryan em Camp David enquanto os republicanos se preparavam para defender as duas casas do Congresso nas eleições de meio de mandato de 2018. A 46ª cúpula do G7 seria realizada em Camp David em 10–12 de junho de 2020, mas foi cancelada devido a problemas de saúde durante a pandemia COVID-19 em andamento.

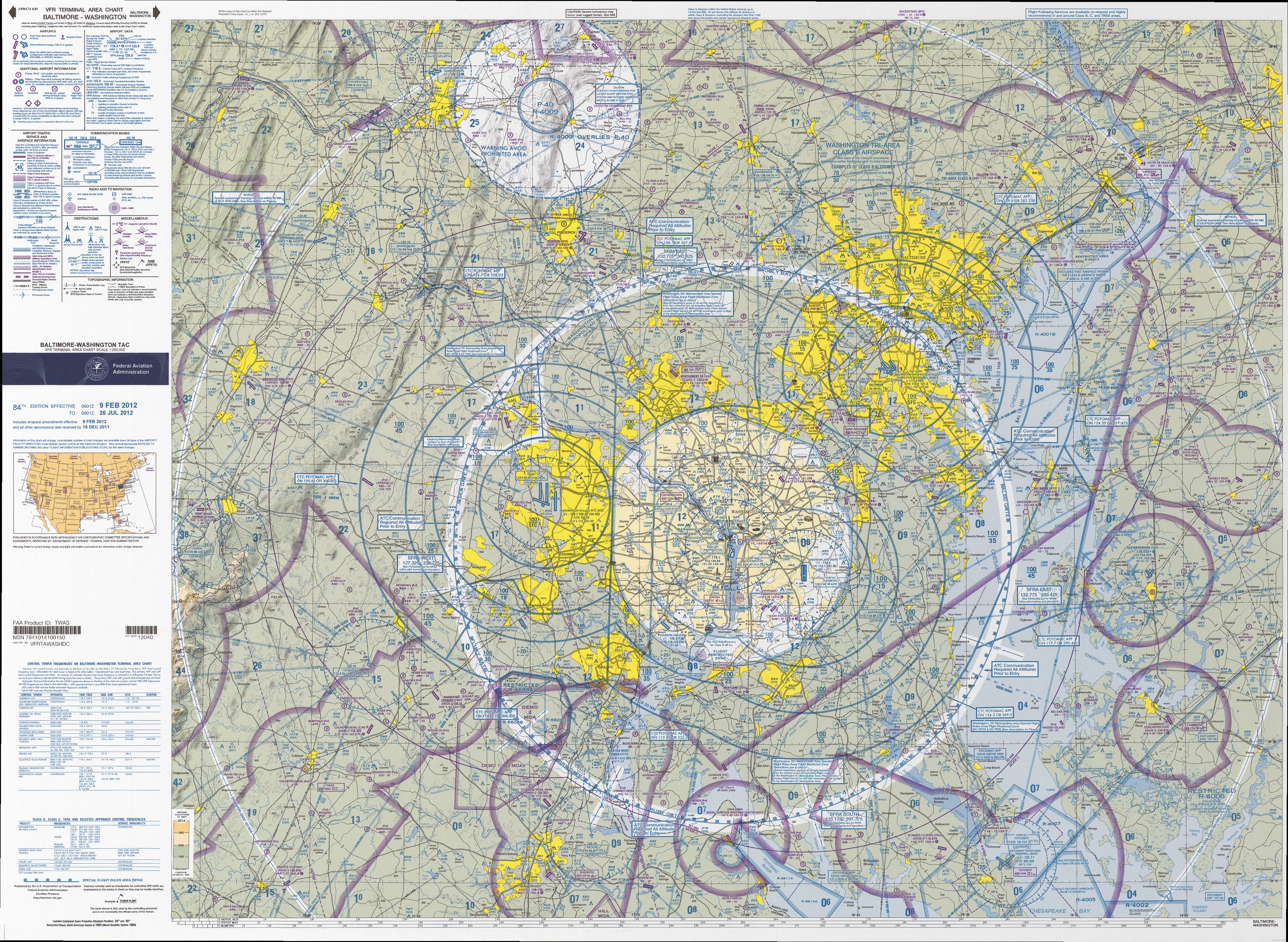
Gráfico de aviação mostrando espaço aéreo restrito na área de Washington DC. Camp David é o círculo de luz ao norte.

## Campo de prática de golfe
Para poder praticar seu esporte favorito, o presidente Eisenhower pediu ao arquiteto de campos de golfe Robert Trent Jones que projetasse um campo de prática de golfe em Camp David. Por volta de 1954, Jones construiu um buraco de golfe; Eisenhower adicionou um driving range de 250 jardas (228,6 m) perto da zona de pouso do helicóptero.

## Problemas de segurança
Em 2 de julho de 2011, um F-15 interceptou uma aeronave civil a aproximadamente 6 milhas (10 km) de Camp David, quando o presidente Obama estava na residência. O veículo de dois lugares, que estava sem comunicação de rádio, foi escoltado até a vizinha Hagerstown, Maryland, sem incidentes.
Em 10 de julho de 2011, um F-15 interceptou outro pequeno avião perto de Camp David quando Obama estava novamente na residência; um total de três foi interceptado naquele fim de semana.

## Galeria

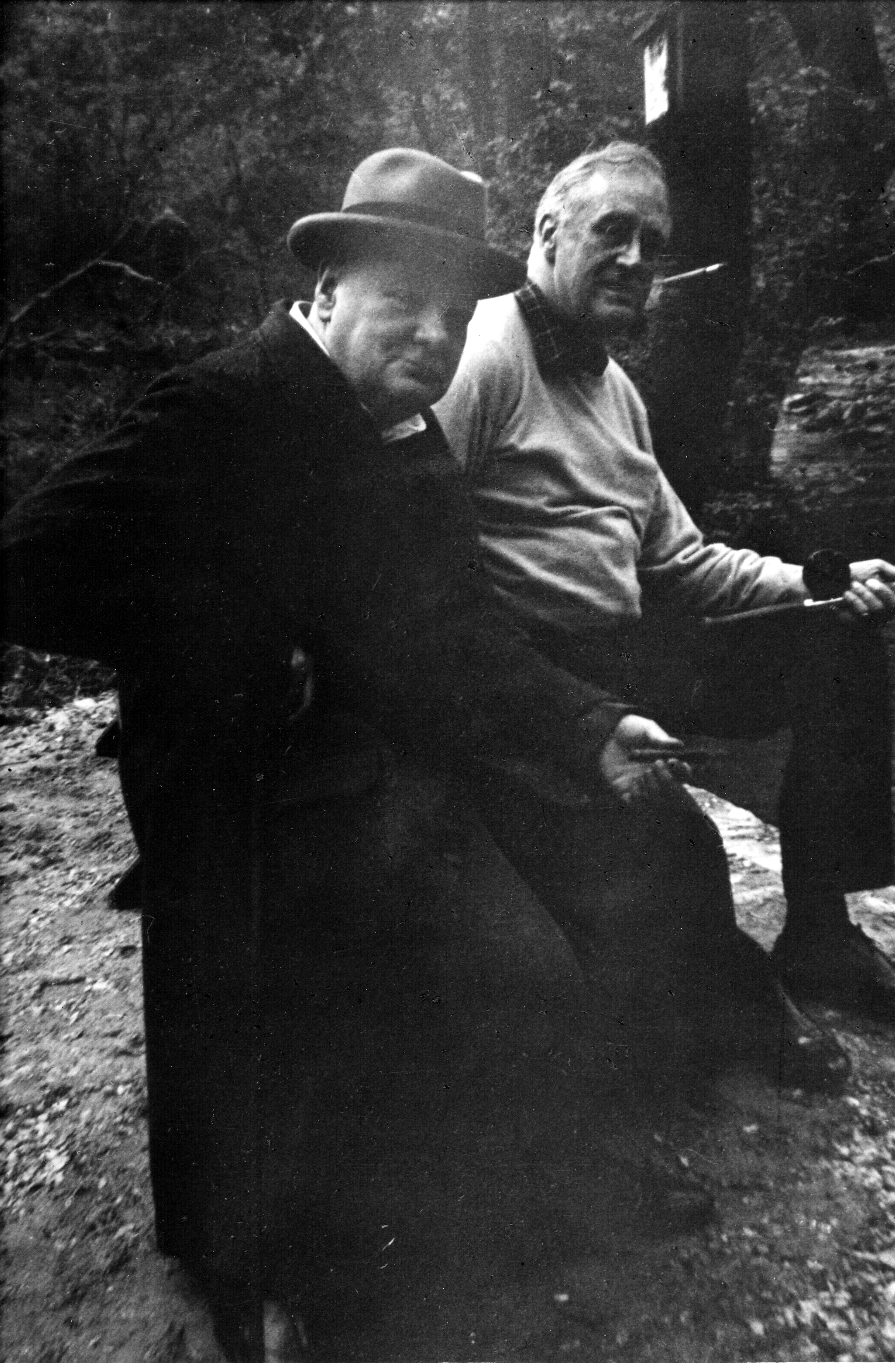
Franklin D. Roosevelt e Winston Churchill na então chamada Shangri-La, maio de 1943
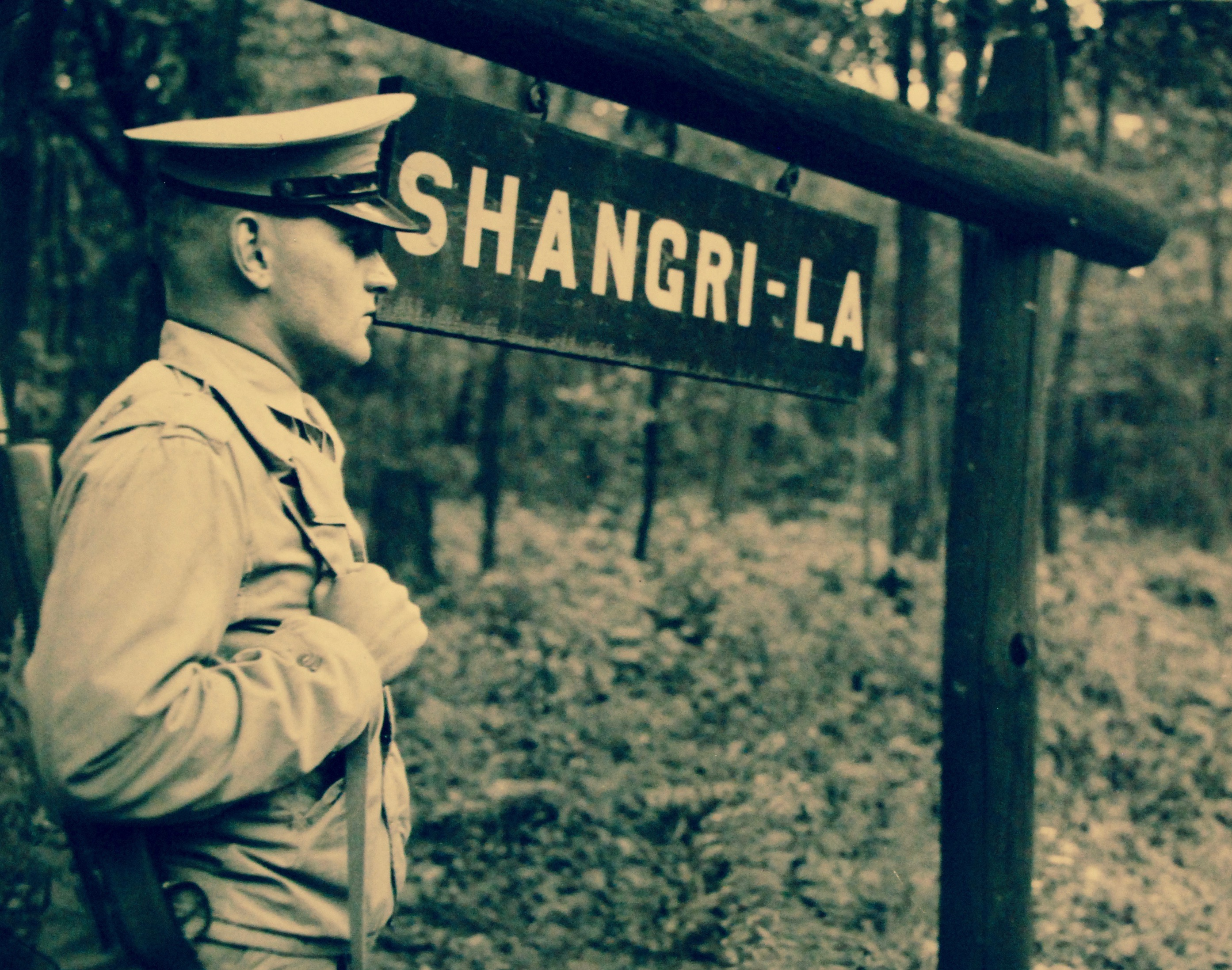
Fuzileiro naval dos EUA montando guarda em Shangri-La, 1944
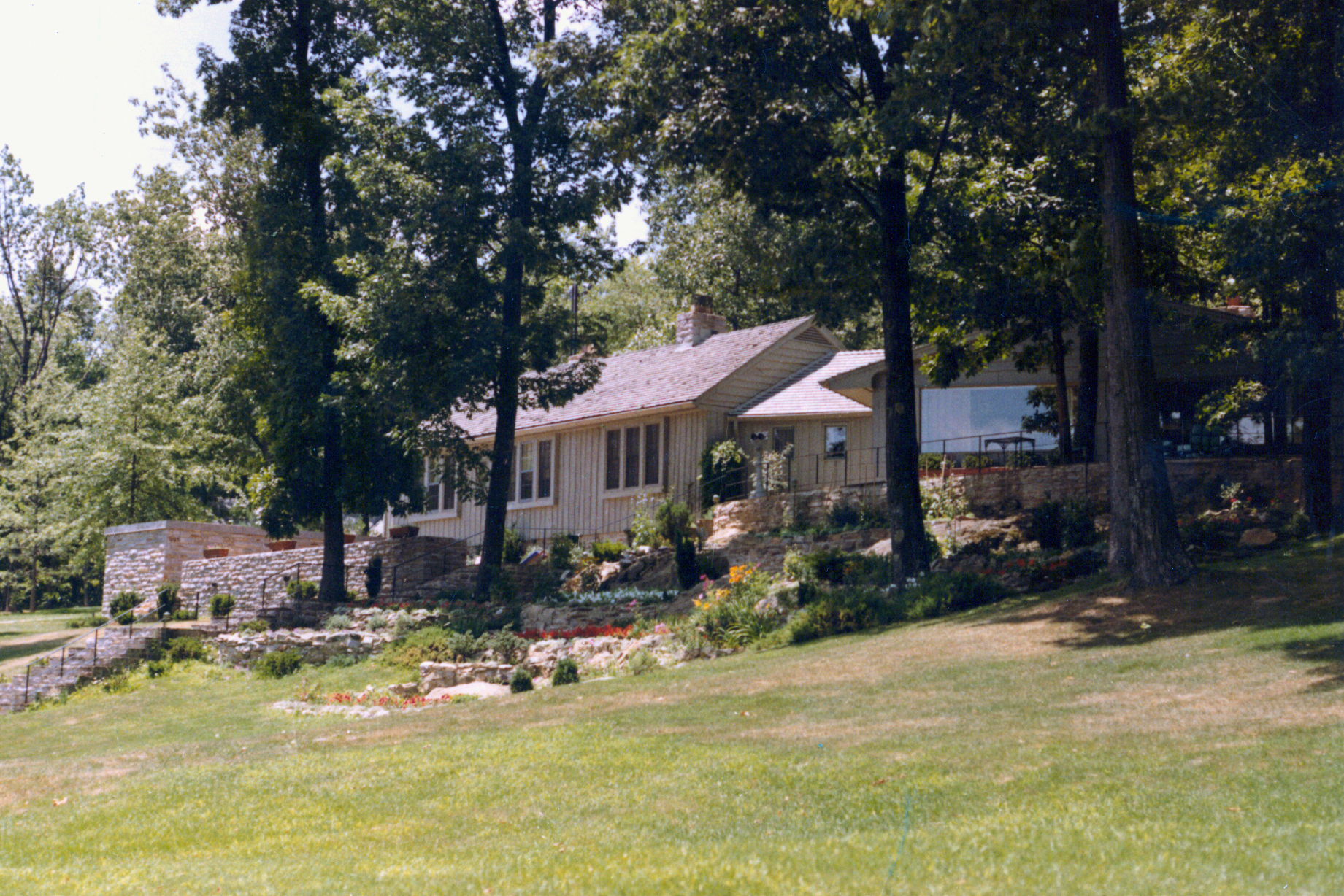
Construção principal durante a administração Eisenhower, 1959
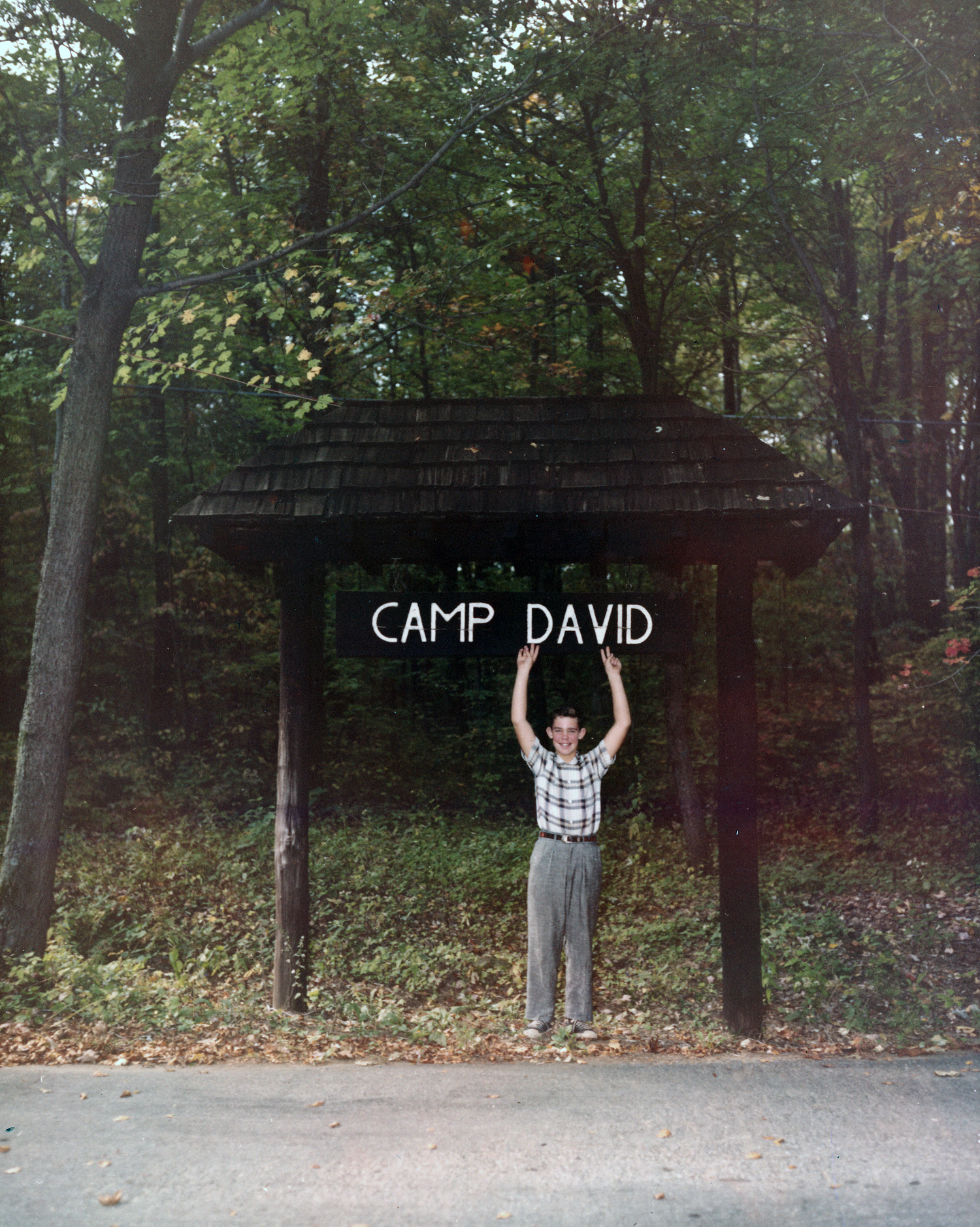
David Eisenhower (12 anos), neto do presidente Eisenhower, posa com uma placa nomeada em sua homenagem e de seu bisavô, 1960
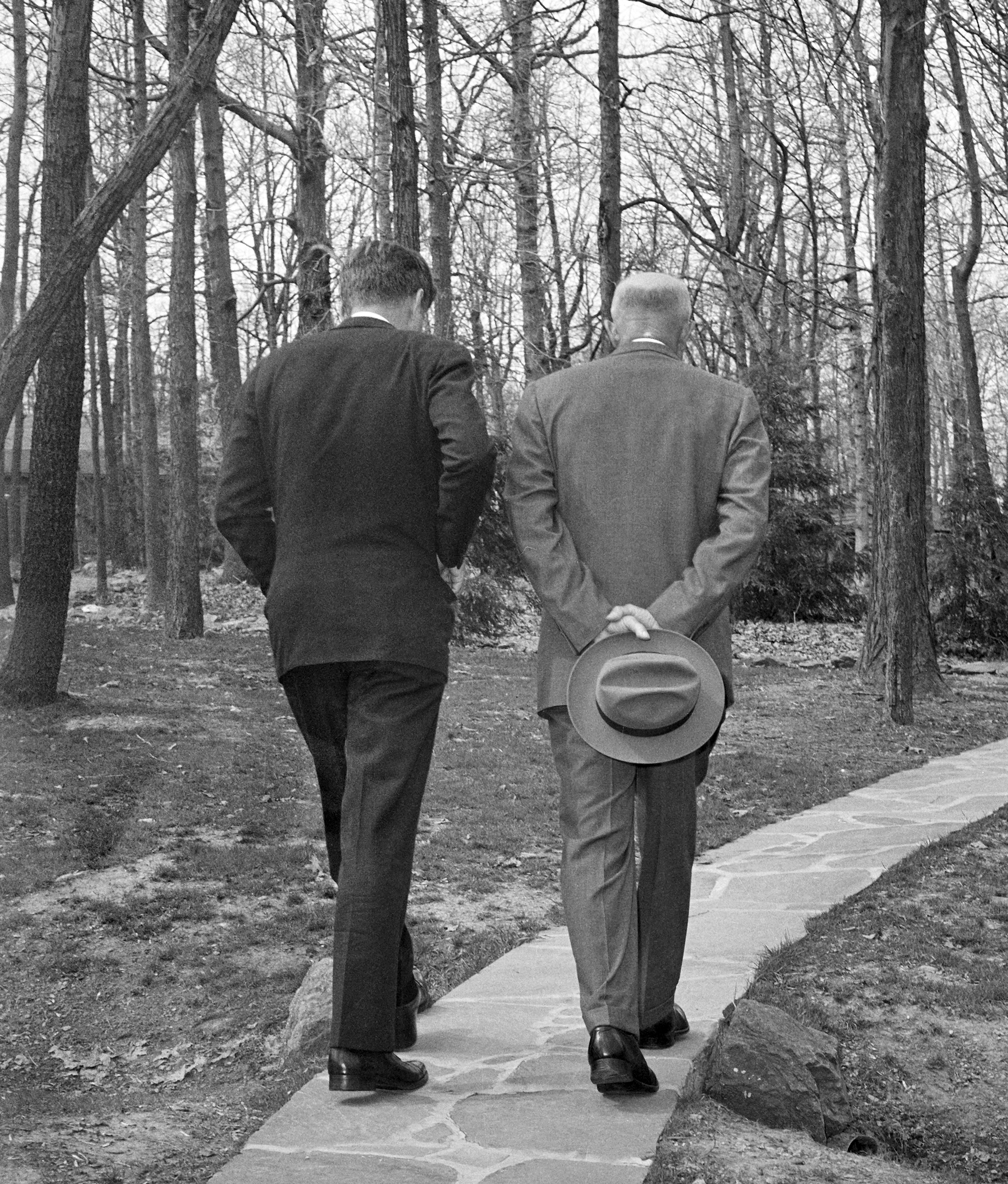
Eisenhower com John F. Kennedy.
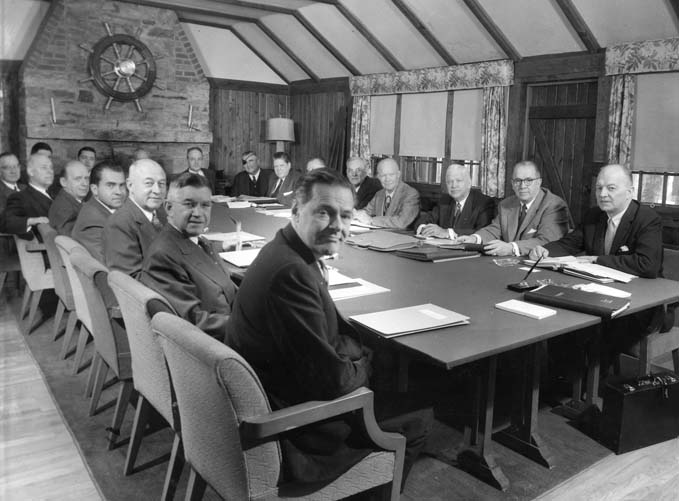
O presidente Eisenhower se reúne com o Conselho de Segurança Nacional em Camp David
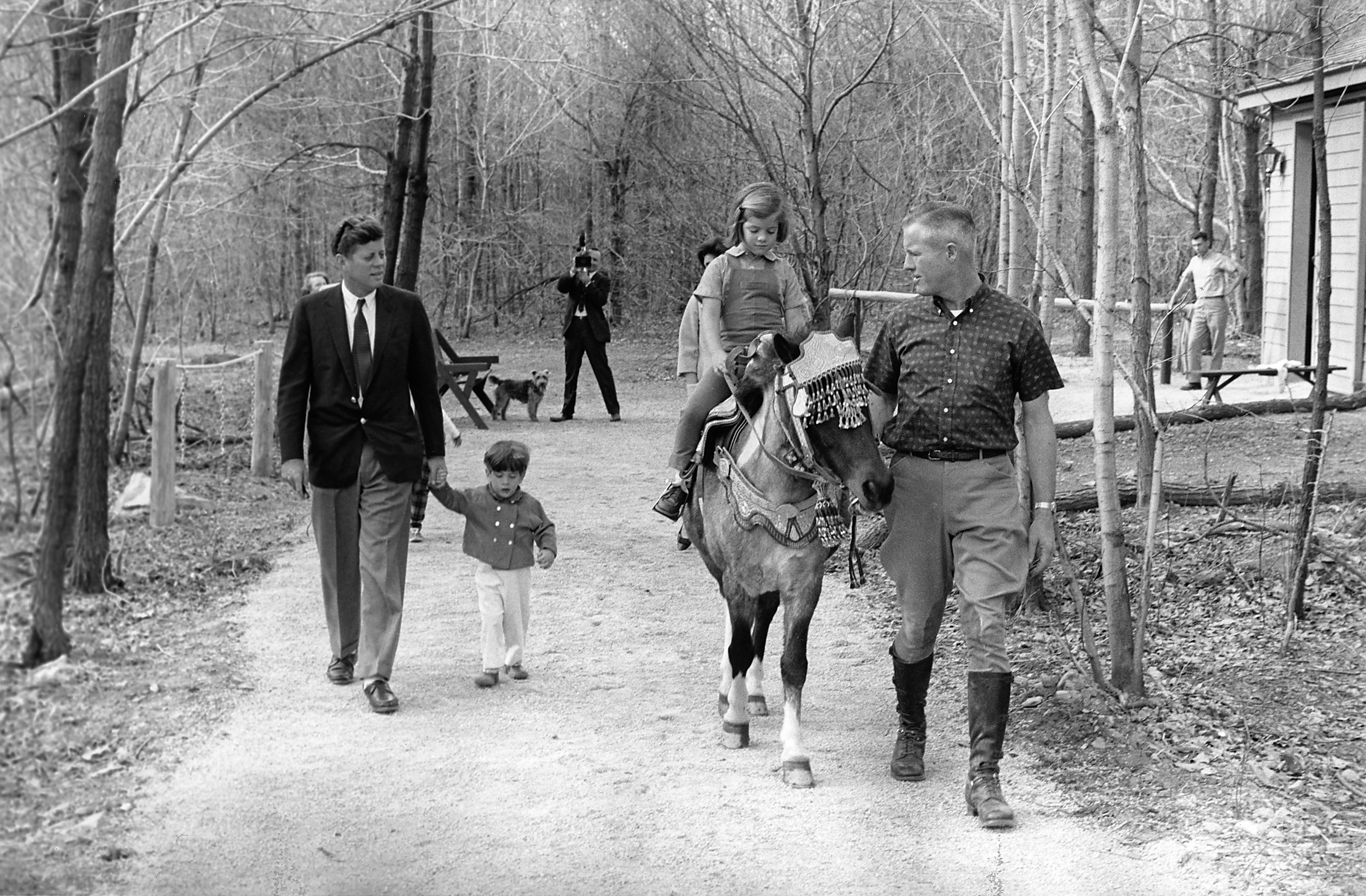
John F. Kennedy, John F. Kennedy Jr. e Caroline Kennedy (montando 'Tex')
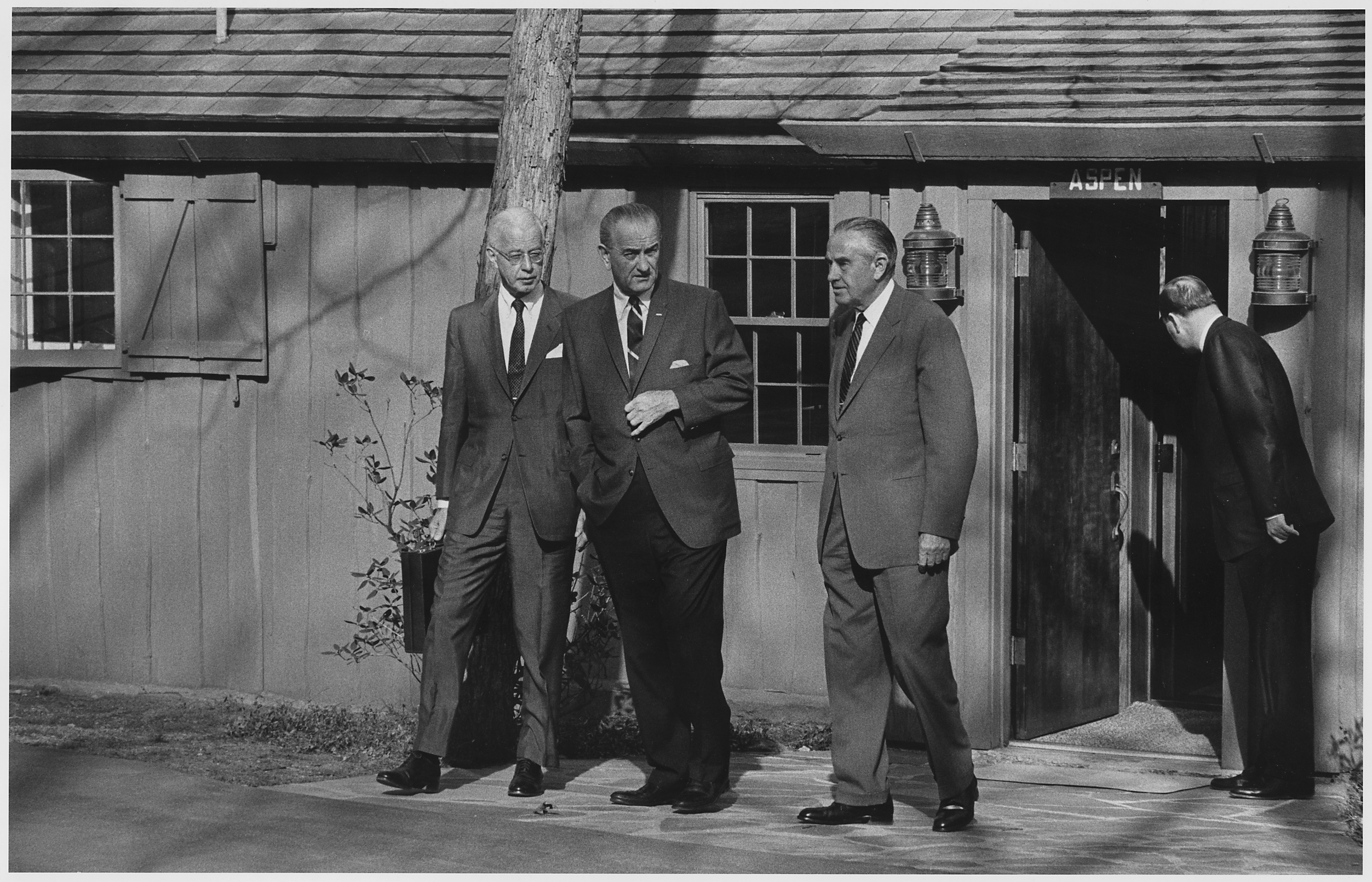
Lyndon B. Johnson com Ellsworth Bunker e W. Averell Harriman saindo da cabine de Aspen, 9 de abril de 1968
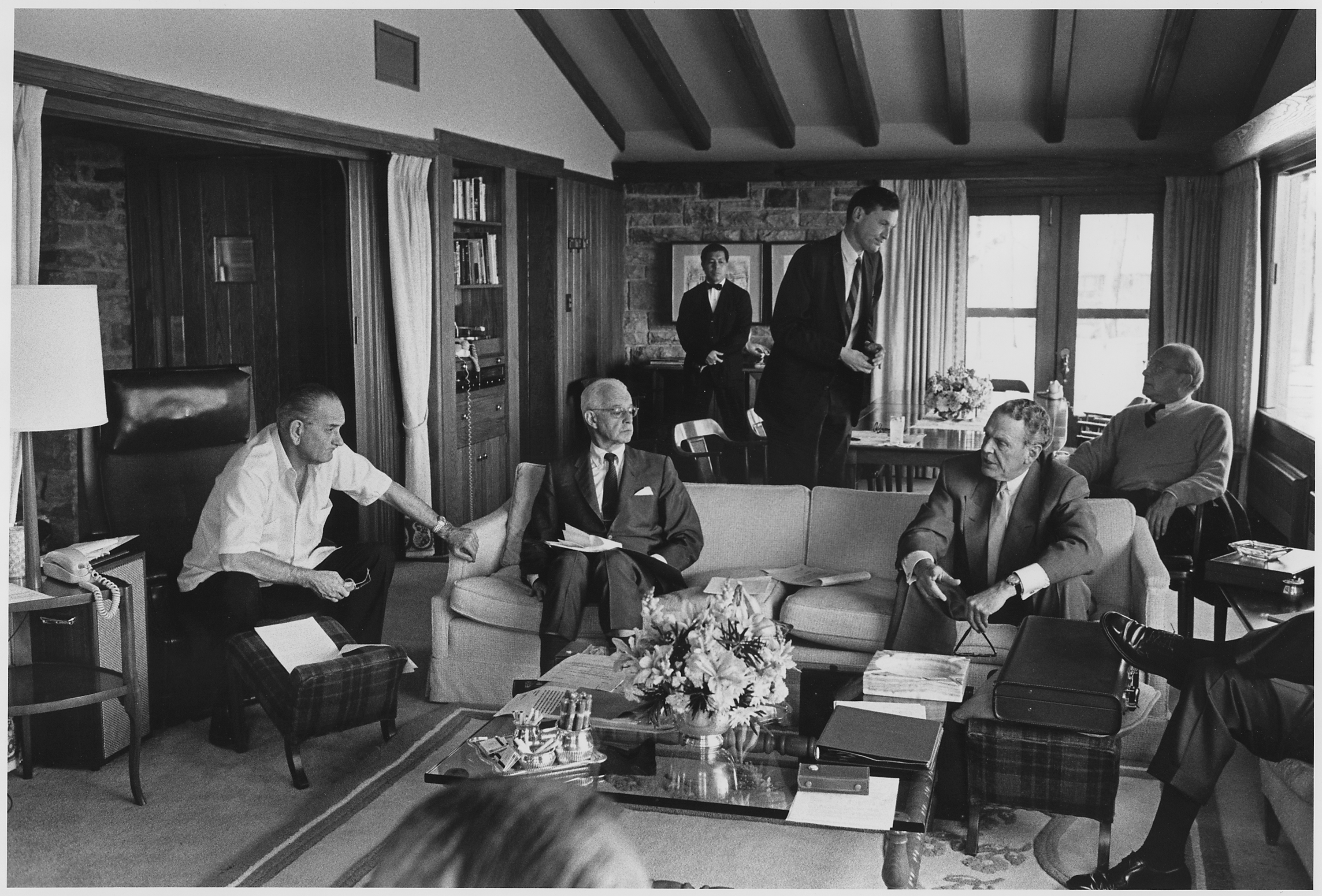
Presidente Lyndon B. Johnson em reunião com secretários e assessores em Camp David.
Richard e Pat Nixon passeando com seus cachorros em Camp David.
Gerald e Betty Ford, filha Susan e Liberty, em Camp David
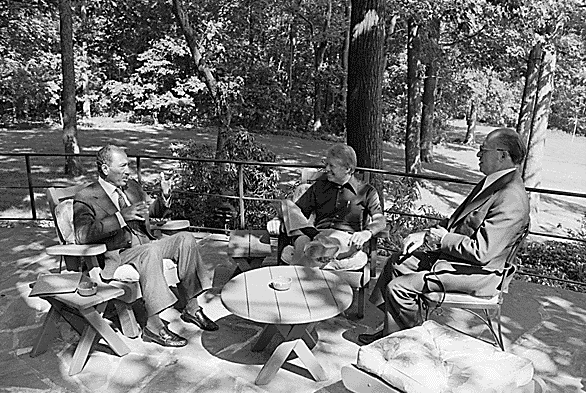
Anwar Sadat, Jimmy Carter e Menachem Begin se encontram no pátio do Aspen Lodge em 6 de setembro de 1978.
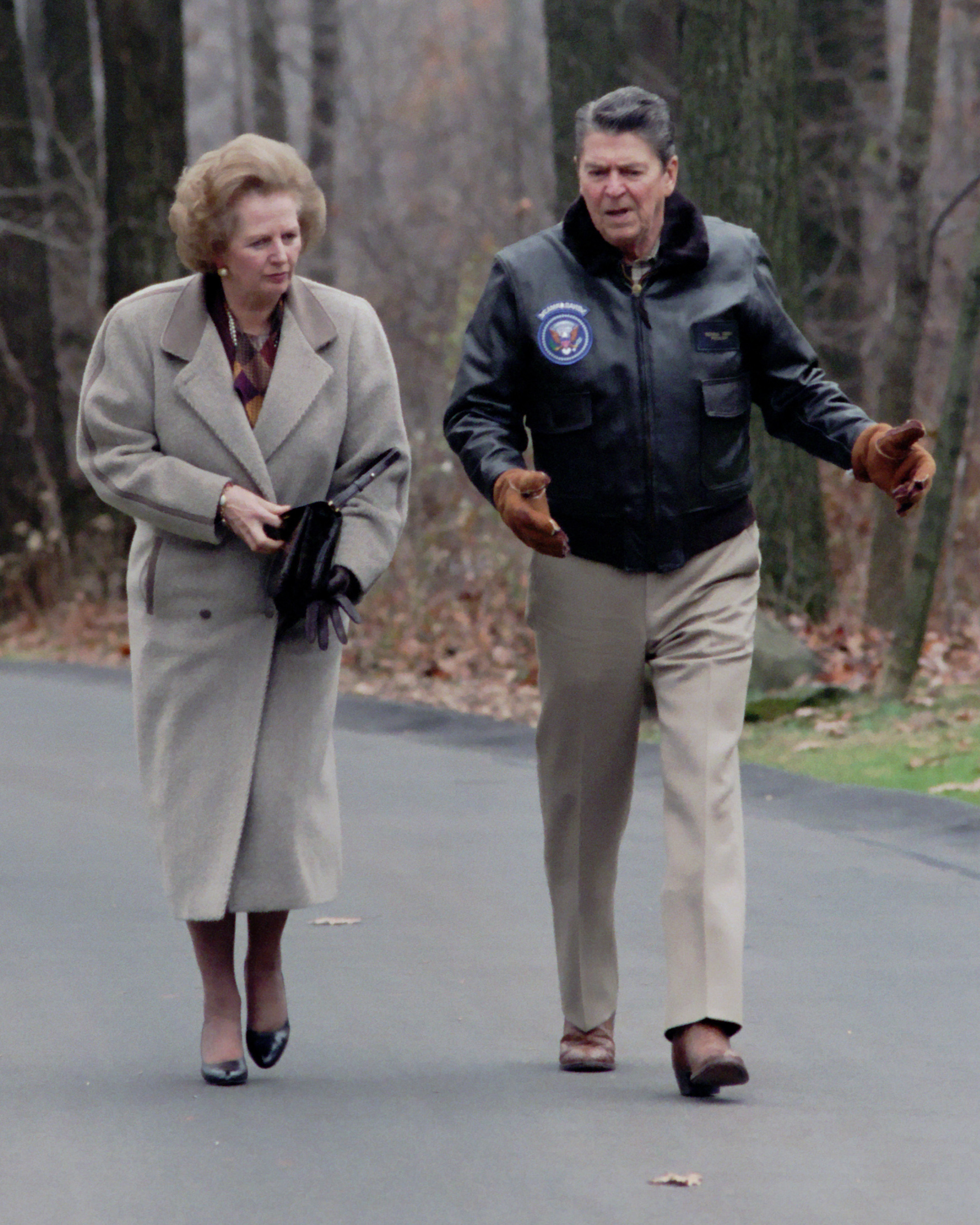
Ronald Reagan e Margaret Thatcher caminham em Camp David em 1986
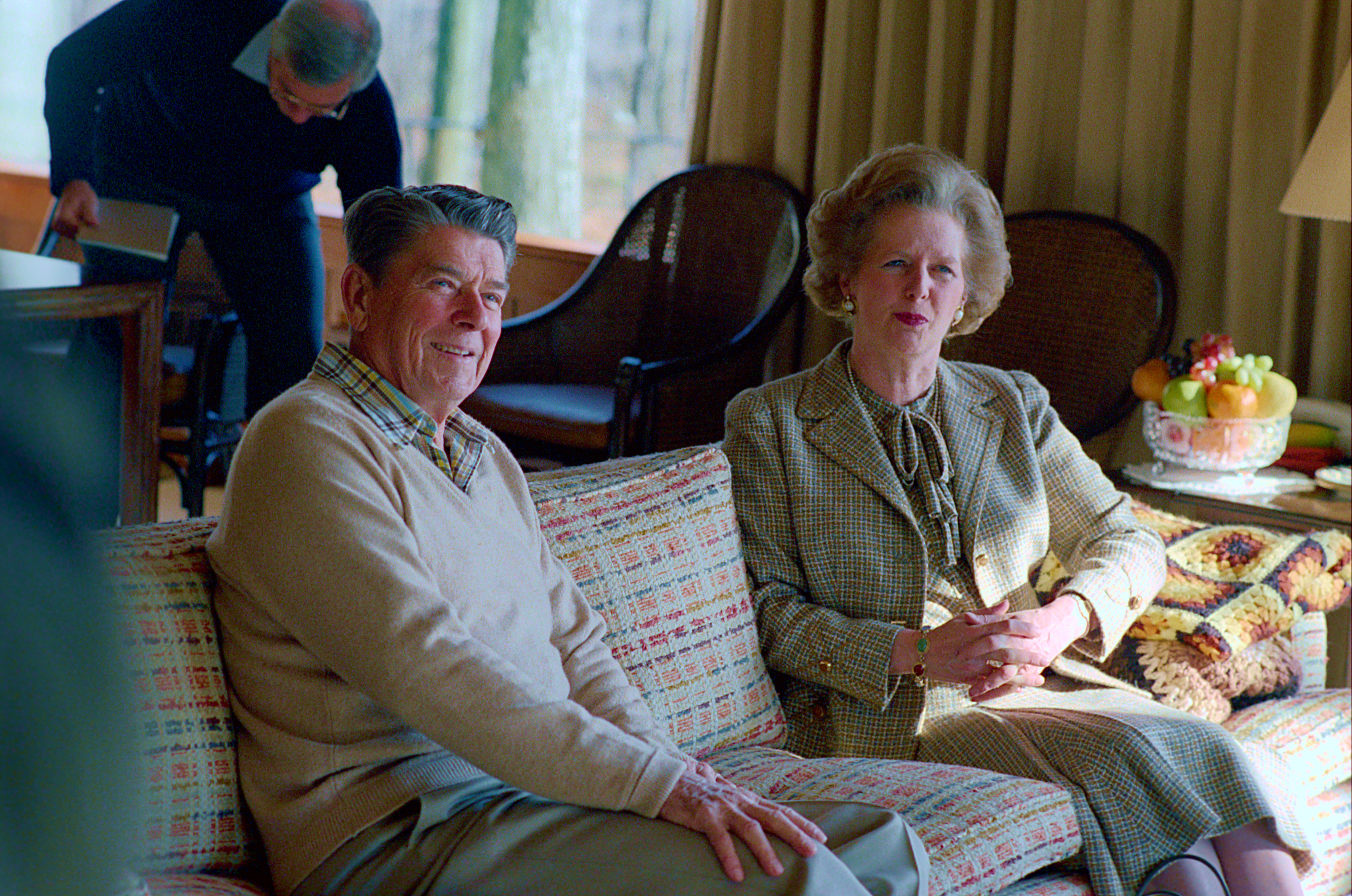
Presidente Ronald Reagan com a primeira-ministra Margaret Thatcher durante um almoço de trabalho em Camp David
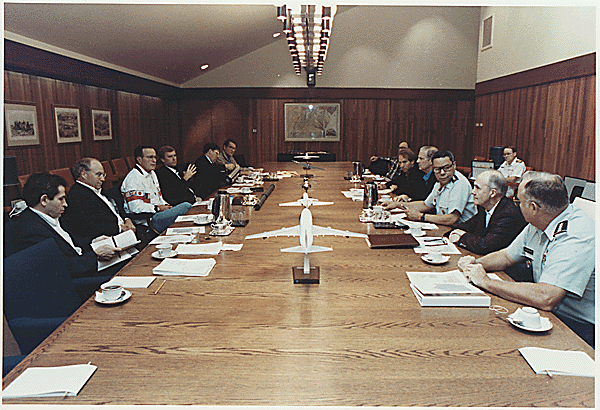
George H. W. Bush se reúne com seus conselheiros de segurança nacional na sala de conferências Laurel Lodge em 4 de agosto de 1990.
- Bill Clinton com o primeiro-ministro israelense Ehud Barak e o presidente palestino Yasser Arafat nas negociações de paz de Camp David, julho de 2000
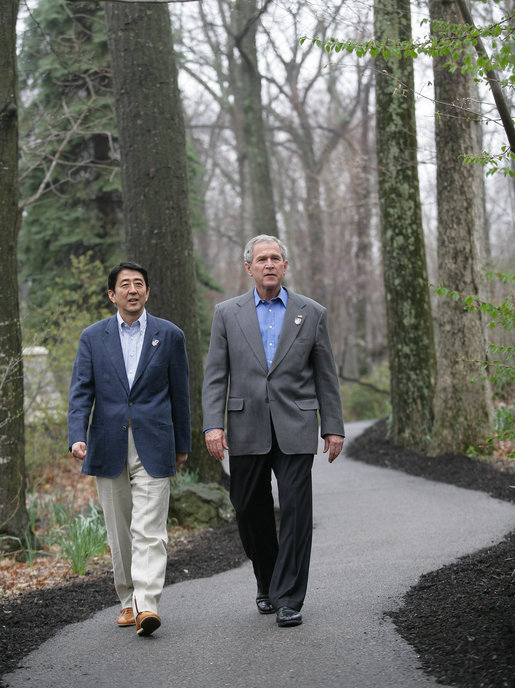
Shinzō Abe, primeiro-ministro do Japão, e George W. Bush em Camp David, abril de 2007.
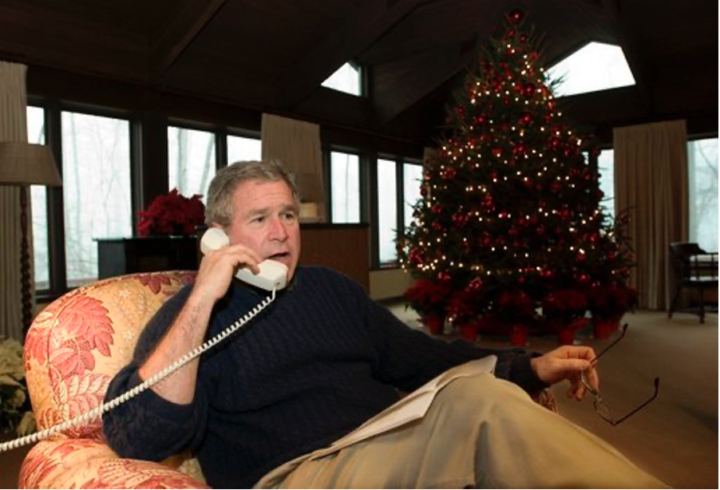
Presidente George W. Bush durante o Natal de 2003
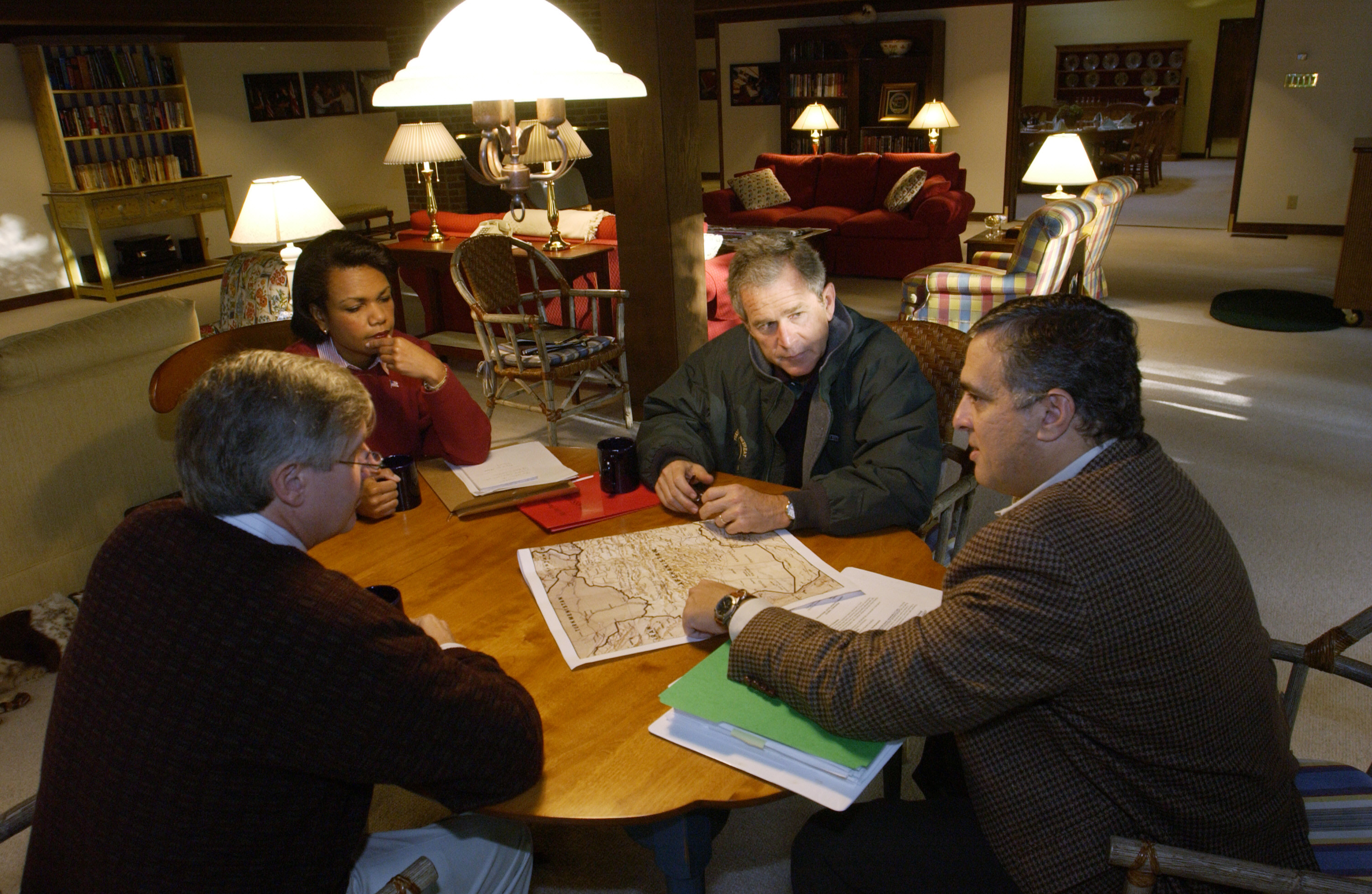
O presidente George W. Bush se reúne no sábado, 29 de setembro de 2001, com o chefe de gabinete Andy Card, à esquerda, a conselheira de segurança nacional Condoleezza Rice e o diretor da CIA George Tenet em Camp David.
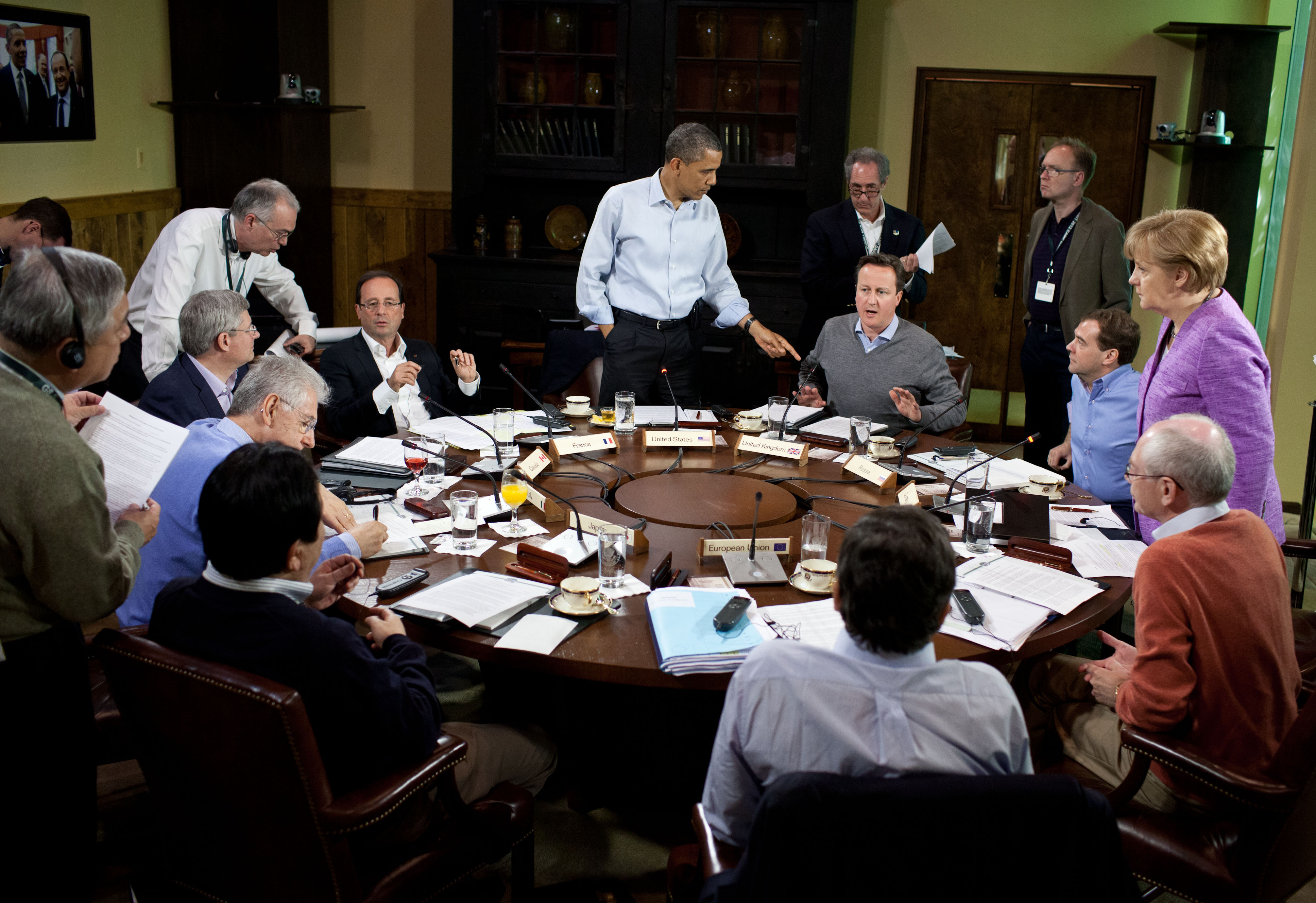
Líderes mundiais na Cúpula do G8 de 2012 . (Sentido horário) Barack Obama (em pé), Cameron, Medvedev, Merkel, Van Rompuy, Barroso, Noda, Monti, Harper, e Hollande.
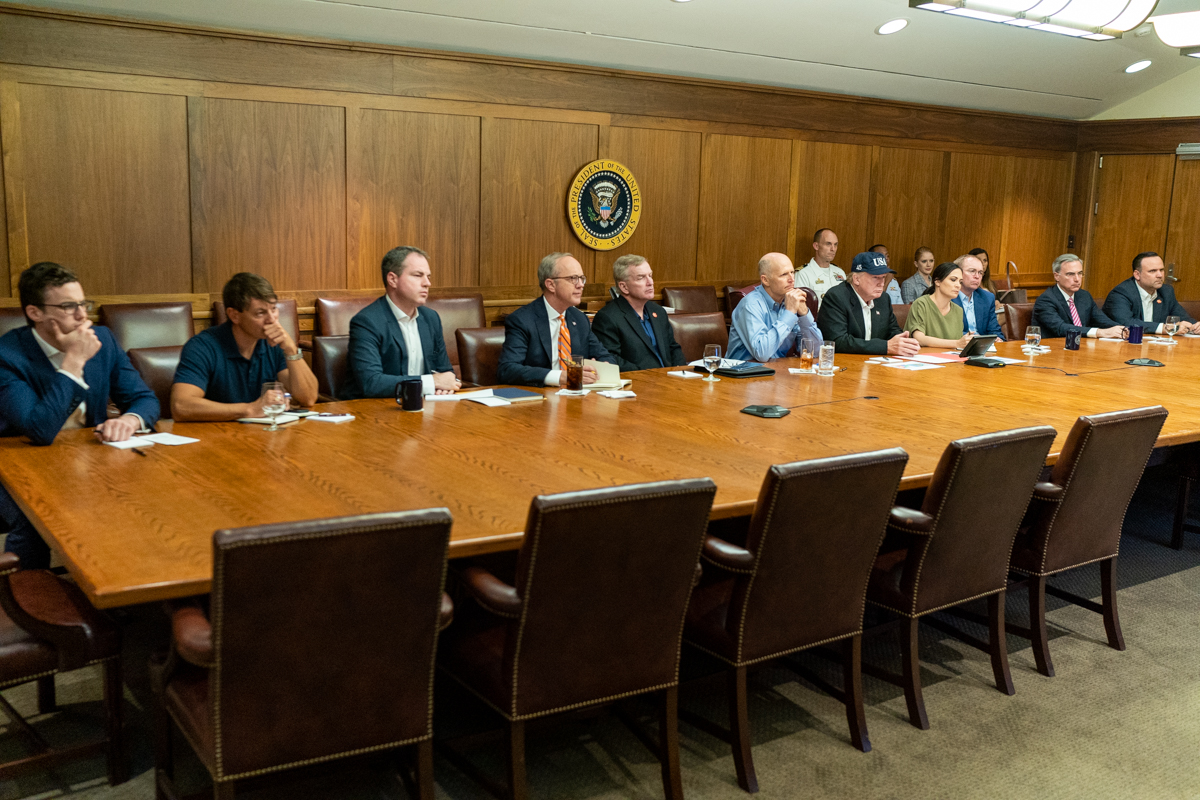
Donald Trump é informado sobre o furacão Dorian, agosto de 2019

### Trabalhos citados
O'Brien, Shannon Bow (2018) [First published 2018]. Why Presidential Speech Locations Matter: Analyzing Speechmaking from Truman to Obama. [S.l.]: Palgrave Macmillan. ISBN 978-3-3197-8135-8